# Thanh Hoàng
Hồ Kim Hoàng (1963 - 2018) thường được biết đến với nghệ danh Thanh Hoàng, là một diễn viên, đạo diễn, nhà biên kịch người Việt Nam. Ông từng giữ chức vụ Giám đốc nhà hát kịch sân khấu 5B và là tác giả vở kịch Dạ cổ hoài lang. Ông được phong tặng danh hiệu Nghệ sĩ ưu tú vào năm 2010.

## Tiểu sử
—NSƯT Thanh Hoàng
Thanh Hoàng tên thật là Hồ Kim Hoàng, sinh năm 1963 tại Bạc Liêu trong một gia đình nghèo có 5 anh em, vì hoàn cảnh khó khăn ông phải nghỉ học từ năm lớp 9 rồi làm công nhân xây dựng. Ông tốt nghiệp trường Đại học Sân khấu – Điện ảnh Thành phố Hồ Chí Minh vào năm 1984, sau đó ông công tác tại Trung tâm văn hóa quận Phú Nhuận.

## Sự nghiệp
Thanh Hoàng là tác giả của kịch bản Dạ cổ hoài lang được dàn dựng và công diễn thành công trên sân khấu 5B Võ Văn Tần vào năm 1994. Thanh Hoàng nghĩ ra ý tưởng viết một kịch bản sân khấu về cuộc sống Việt kiều nơi đất khách.
Ông được khán giả biết đến qua một số vai diễn trong các bộ phim như Kiều nữ và đại gia, Lời nguyền domino, Chàng khờ mất vợ, Ngôi nhà quê... Ông từng giữ vị trí giám đốc của sân khấu 5B Võ Văn Tần. Ngoài là một diễn viên, đạo diễn ông còn là nhà biên kịch cho một số bộ phim như Con nhà nghèo chuyển thể từ tiểu thuyết của nhà văn Hồ Biểu Chánh, Nợ đời, Đại nghĩa diệt thân.

## Qua đời
NSƯT Thanh Hoàng được chẩn đoán mắc bệnh ung thư vòm họng từ nhiều năm trước. Thời điểm đó ông là Giám đốc nhà hát Kịch sân khấu nhỏ (TP.HCM). Sau một thời gian chống chọi với căn bệnh ung thư, ông qua đời vào ngày 26 tháng 7 năm 2018, linh cữu của ông sau đó được hoả táng tại nghĩa trang Bình Hưng Hoà.

## Danh sách phim

### Truyền hình
| Năm  | Tựa Phim                  | Vai diễn                 | Đạo diễn            | Kênh       | Nguồn |
| ---- | ------------------------- | ------------------------ | ------------------- | ---------- | ----- |
| 1998 | Con nhà nghèo             | Cậu Hai Nghĩa            | Hồ Ngọc Xum         | HTV9       |       |
| 2002 | Blouse trắng              | GSBS Phan Thanh          | Trần Mỹ Hà          | HTV7       |       |
| 2004 | Nợ đời                    | Phần Thầu                | Hồ Ngọc Xum         | HTV9       |       |
| 2005 | Lẵng hoa tình yêu         | Hoàng                    | Vinh Hương          | HTV9       |       |
| 2005 | Niềm đau chôn giấu        |                          | Trần Hoài Sơn       | HTV7       |       |
| 2006 | Nhịp đập trái tim         | Ông Long                 | Nguyễn Danh Dũng    | HTV7       |       |
| 2007 | Ba chàng trai tuổi hợi    | Anh Hai                  | Nguyễn Mỹ Khanh     | HTV9       |       |
| 2007 | Đường về nhà              | Hồ Hoàng                 | Lê Dân              | HTV7       |       |
| 2007 | Nguyệt quán               | Lục Duy                  | Nguyễn Minh Chung   | HTV7       |       |
| 2008 | Thám tử tư                | Nhu                      | Trần Mỹ Hà          | HTV9       |       |
| 2008 | Kiều nữ và đại gia        | Tú Martel                | Nguyễn Duy Võ Ngọc  | HTV9       |       |
| 2009 | Ký ức mong manh           | Đức                      | Đặng Lưu Việt Bảo   | HTV7       |       |
| 2010 | Cưới ngay kẻo tết         |                          | Phi Tiến Sơn        | VTV3       |       |
| 2010 | Những thiên thần áo trắng | Thầy tổ trưởng tổ vật lý | Lê Hoàng            | VTV3       |       |
| 2010 | Vó ngựa trời Nam          | Hai Huỳnh                | Lê Cung Bắc         | HTV7       |       |
| 2010 | Ở lại thế gian            |                          | Trần Ngọc Phong     | HTV7       |       |
| 2010 | Vũ điệu tình yêu          | Ông Minh                 | Đặng Lưu Việt Bảo   | HTV7       |       |
| 2010 | Thụy khúc                 | Ông Hoàng                | Đặng Lưu Việt Bảo   | HTV7       |       |
| 2010 | Phía sau hào quang        | Thái Huy                 | Võ Việt Hùng        | HTV7       |       |
| 2011 | Dương cầm                 | Ông Phước Hải            | Xuân Cường          | VTV9       |       |
| 2012 | Tình ca cao               | Ba Thắng                 | Hồ Ngọc Xum         | HTV9       |       |
| 2012 | Chữ hiếu thời @           | Ông Tư Tăng              | Đỗ Thành An         | SCTV14     |       |
| 2013 | Tình quê                  | Ông Hải                  | Oh Seung Yuep       | ĐN1        |       |
| 2014 | Đôi mắt của trái tim      | Ông Tâm Hùng             | Đỗ Phú Hải          | TodayTV    |       |
| 2014 | Khi người đàn ông trở lại | GS Thanh Hoàng           | Nhâm Minh Hiền      | HTV9       |       |
| 2014 | Gỡ rối tơ lòng            | Giám đốc Hòa             | Xuân Cường          | Let's Viet |       |
| 2015 | Tấm lòng của biển         | Ông Tâm                  | Trương Dũng         | HTV7       |       |
| 2015 | Tỷ phú tưng               | Đỗ Tính                  | Lê Lộc              | HTV7       |       |
| 2017 | Chàng khờ mất vợ          | Ông Hai Câu              | Lê Lộc / Phan Khánh | SCTV14     |       |
| 2017 | Mẹ hổ dạy con dâu         | Ông Hoàng                | Nhâm Minh Hiền      | SCTV14     |       |
| 2017 | Hoàng tử ơi anh ở đâu     |                          | Huỳnh Vinh          | HTV7       |       |
| 2017 | Cặp đôi nội chiến         | Ông Đào                  | Huỳnh Vinh          | HTV9       |       |
| 2018 | Biệt đội 12A1             | Ông Hùng                 | Hiếu Vick           | SCTV14     |       |
| 2018 | Con gái bố già            | Chu San Hen              | Nguyễn Phương Điền  | THVL1      |       |
| 2019 | Lời nguyền Domino         | Ông Duy                  | Nhâm Minh Hiền      | SCTV14     |       |

### Điện ảnh
| Năm  | Tựa Phim           | Vai diễn | Đạo diễn                                  | Nguồn |
| ---- | ------------------ | -------- | ----------------------------------------- | ----- |
| 1988 | Anh hùng bản sắc 3 |          | Từ Khắc                                   |       |
| 2017 | Tao không xa mày   |          | Rony Hòa - Thái Minh Hiền - Bùi Thái Hiền |       |

## Tác giả
- Dạ cổ hoài lang (kịch)
- Trầu cau (kịch)
- Cha yêu (tên đầu tiên Thư video, tên mới là Mặt đối mặt) (kịch)
- Trở về (kịch)
- Con nhà nghèo (phim)
- Nợ đời (phim)
- Đại nghĩa diệt thân (phim)